# إيران الشمالية

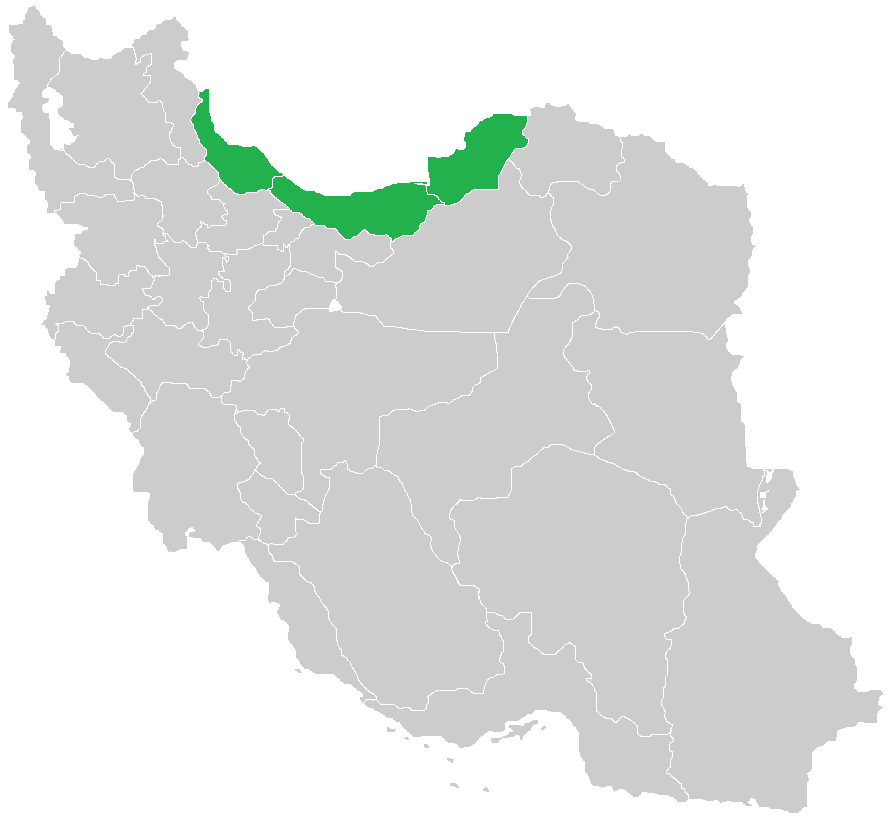
محافظات شمال إيران

إيران الشمالية هو مصطلح جغرافي يشير إلى منطقة كبيرة وخصبة نسبيًا، تتكون من الحدود الجنوبية لبحر قزوين وجبال ألبرز.
وهي تشمل مقاطعات جيلان ومازندران وجولستان (مملكة هيركانيا القديمة ومنطقة طبرستان في العصور الوسطى). وتغطي الغابات الكثيفة والجبال المغطاة بالثلوج والشواطئ البحرية الرائعة المحافظات الرئيسية، جيلان ومازندران.
المدن الكبرى هي رشت، جرجان، ساري، بابول، بابلسر أمول، قائم شهر، كنباد كاووس، أنزلي، لاهيجان وبهشهر. يوجد في شمال إيران العديد من القرى، وخاصة قرية ماسولة، التي تحظى بتقدير المسافرين.
كان شمال إيران مكانًا عصريًا في عهد البهلوي، وخاصة بين السياح الأجانب. لا زال يُعد مكانًا فخمًا يوفر جميع أنواع المرافق الترفيهية الحديثة بالإضافة إلى البنية التحتية السياحية. اليوم، يزوره في الغالب السياح المحليون وذلك بسبب العقوبات الأمريكية، والعقوبات المفروضة بسبب موقف إيران المعادي لأمريكا وإسرائيل، والباحث عن استقلال عن المنظومة الغربية.

## التعداد السكاني
مازندران هي المحافظة الأكثر اكتظاظًا بالسكان بين المحافظات الثلاث في شمال إيران، حيث بلغ عدد سكانها 3,283,582 نسمة في وقت تعداد عام 2016. بلغ عدد سكان جيلان في عام 2016 2,530,696 نسمة وكان عدد سكان جولستان هو الأقل حيث بلغ 1,868,819 نسمة.
بلغ إجمالي عدد سكان المحافظات الثلاث حسب تعداد عام 2016 حوالي 7,683,097 نسمة، وعدد الأسر 2,486,429 أسرة.
| المدينة         | المحافظة | التعداد(2016) | عدد الأسر (2016) |
| --------------- | -------- | ------------- | ---------------- |
| رشت             | جيلان    | 679,995       | 228,142          |
| جرجان           | جولستان  | 350,676       | 111,099          |
| ساري            | مازندران | 309,820       | 101,932          |
| بابول           | مازندران | 250,217       | 81,572           |
| آمل             | مازندران | 237,528       | 78,597           |
| قائم شهر        | مازندران | 204,953       | 68,407           |
| غنبادي كافوس    | جولستان  | 151,910       | 44,731           |
| بندري أنزلي     | جيلان    | 118,564       | 41,053           |
| لهجان           | جيلان    | 101,073       | 34,497           |
| بيشاهر          | مازندران | 94,702        | 31,022           |
| لنغارود         | جيلان    | 79,495        | 27,318           |
| شالوس           | مازندران | 65,196        | 22,166           |
| نيكا            | مازندران | 60,991        | 19,357           |
| بابولسار        | مازندران | 59,966        | 19,576           |
| تنكبون          | مازندران | 55,434        | 18,878           |
| طالش (هشتبار)   | جيلان    | 54,178        | 16,832           |
| بندر تركمان     | جولستان  | 53,970        | 14,512           |
| علي آبادي كاتول | جولستان  | 52,838        | 16,655           |
| عستار           | جيلان    | 51,579        | 16,696           |
| نواشهر          | مازندران | 49,403        | 16,287           |
| سوميح سارا      | جيلان    | 47,083        | 15,331           |
| أستنهي أشرفي    | جيلان    | 44,941        | 15,675           |
| أزدشهر          | جولستان  | 43,760        | 13,206           |
| كوردكي          | جولستان  | 39,881        | 12,971           |
| فريدون كنار     | مازندران | 38,154        | 12,606           |
| ردسار           | جيلان    | 37,998        | 13,191           |
| كلالا           | جولستان  | 36,176        | 10,346           |
| رمسار           | مازندران | 35,997        | 12,153           |
| فومان           | جيلان    | 35,841        | 11,849           |
| عقالا           | جولستان  | 35,116        | 9,498            |
| جويبار          | مازندران | 32,924        | 10,480           |
| محمود آباد      | مازندران | 31,844        | 10,399           |
| منودشت          | جولستان  | 30,085        | 8,980            |
| نور             | مازندران | 26,947        | 8,597            |
| جالكش           | جولستان  | 23,394        | 6,996            |
| غالوجاه         | مازندران | 21,352        | 6,898            |
| خومام           | جيلان    | 20,897        | 7,143            |
| بندري غاز       | جولستان  | 20,742        | 6,715            |
| سياهكل          | جيلان    | 19,924        | 6,796            |
| رزفنشهر         | جيلان    | 19,519        | 6,212            |
| غومشان          | جولستان  | 19,191        | 5,129            |
| مسال            | جيلان    | 17,901        | 5,330            |
| زراب            | مازندران | 16,191        | 5,037            |
| منجل            | جيلان    | 15,630        | 4,950            |
| أملاش           | جيلان    | 15,444        | 5,268            |
| كياشهر          | جيلان    | 14,022        | 5,037            |
| عباس آباد       | مازندران | 13,482        | 4,500            |
| راميان          | جولستان  | 12,426        | 3,772            |
| أسلام           | جيلان    | 10,720        | 3,271            |
| ردبار           | جيلان    | 10,504        | 3,559            |
| شرجاه           | مازندران | 8,671         | 2,869            |
| مرافه تابيه     | جولستان  | 8,671         | 2,072            |
| بوليه سفيد      | مازندران | 8,294         | 2,680            |
| شافت            | جيلان    | 8,184         | 2,691            |
| دلاند           | جولستان  | 8,184         | 2,453            |
| كياكوله         | مازندران | 8,040         | 2,691            |
| بازار جومه      | جيلان    | 5,729         | 1,762            |
| كجور            | مازندران | 3,120         | 1,052            |
| ديلمان          | جيلان    | 1,729         | 564              |
| ألاشت           | مازندران | 1,193         | 436              |
| بلديه           | مازندران | 970           | 353              |
| ماسوليه         | جيلان    | 393           | 147              |
| غزنك            | مازندران | 319           | 103              |

## الناس واللغة
المحافظات الشمالية في إيران هي الوطن الأم والموطن لشعب الطبري (شعب المازندراني والكتول)، والجيلاك، والتلاشي، والتاتي، وأغلبية سكان هذه المحافظات الثلاث هم الطبريون (شعب المازندراني والكتول)، والجيلاك ، والتلاشي، والتاتي، الذين يتكلمون اللغة الطبرية (شعب المازندراني والكتول)، واللغة الجيلكية ، واللغة التلشية ، واللغة التاتية. بالإضافة إلى لغتهم الأم، يتحدث سكان شمال إيران أيضًا اللغة الفارسية. تُعد إيران بلد متنوع للغاية. من حيث اللهجة، هناك لغات فرعية ولهجات مختلفة للمتحدثين الأصليين في شمال إيران وكذلك في بقية أنحاء البلاد. من الشرق إلى الغرب هناك خمس لغات رئيسة ومئات اللهجات المحلية. إذا تحدثت مع مواطن إيراني عن (شمال إيران) فبالنسبة له يشمل المصطلح فقط المحافظات الواقعة على الجانب الجنوبي من بحر قزوين وهي جيلان ومازندران وكلستان، وقد انفصلت الأخيرة عن محافظة مازندران في عام 1997. (وهذه خريطة إيران مع محافظاتها). على الرغم من الرأي الإيراني بشأن شمال إيران، فإن خراسان في الشرق والأذربيجانيتين في الجانب الغربي من إيران تقع جغرافيًا في شمال إيران، وبالتالي، ضُمنَت لغاتهم في هذه المقالة.
ومن الشمال الشرقي، خراسان، وهي محافظة كبيرة تمتد من الشمال إلى الجنوب الأوسط من إيران، وهي جارة للحدود الأفغانية. تتغير اللغة من شمال هذه المقاطعة إلى جنوبها بشكل جذري، ففي شمال خراسان يتحدث الناس " التركية الغزية " من شمال المقاطعة إلى وسطها، وتتغير اللهجة إلى نوع من اللغة العربية التي تنتمي إلى اللغة العربية العراقية القديمة. لقد اختلطت هذه اللغة مع اللغة الفارسية بشكل جذري مما يجعل من المستحيل على الناطق باللغة العربية فهمها. ويوجد بعض الناطقين باللغة الكردية في شمال خراسان أيضًا.
من شمال إيران باتجاه الغرب، المقاطعة التالية هي جولستان التي تتمتع بتنوعها اللغوي الخاص. حتى عام 1997 كانت جولستان جزءًا من مقاطعة مازندران . اللغات الرئيسة من الشرق إلى الغرب في هذه المحافظة هي التركمانية والتركية ثم اللغة المازندرانية والتي تعد من أقدم اللغات المكتوبة في البلاد. (المازندرانية)
مازندران هي المقاطعة المجاورة التي تتحدث لغة مازندران في جميع أنحاء المقاطعة والتي تضم أكثر من (عشرات اللهجات المختلفة في مناطق مختلفة.)، كلها تقريبًا فئات فرعية من المازندرانية . السكان الأصليون في مازندران يطلقون على أنفسهم اسم الطبري ولغتهم المازندرانية. الاسم طبري (الذي كان اسم لغة قديمة كانت تتحدث في مكان ما في قوم طبوريا السابقة) يستخدم الآن بدلًا من اسم مازندراني من الشباب. يمكن العثور على أقدم الإشارات إلى لغة مازندران، المسماة بالطبري، في أعمال الجغرافيين المسلمين الأوائل. على سبيل المثال، يلاحظ المقدسي: «لغتا كوميش وجرجان متشابهتان، تستخدمان الحاء، كما في الحديث والحاقون ، وهما حلوتان [للأذن]، وترتبط بهما لغة طبرستان، [مشابهة] باستثناء سرعتها».
المقاطعة التالية هي جيلان، وشعب جيلان لديهم ثلاث لغات رئيسة: اللغة الجيلاكية والرودبارية والتالشية مع بعض اللغات القديمة الأخرى التي يتحدث بها في منطقة صغيرة في جيلان فقط. في الجانب الغربي من جيلان يتحدث الناس نوعًا من اللغة الجيلاكية التي تختلط بشكل كبير مع اللغة التركية الأذرية، وهي لغة المقاطعة المجاورة.
بعد جيلان في شمال غرب إيران، هناك محافظتان أذربيجانيتان، الشرقية والغربية، واللغة الرئيسة هي التركية الأذرية وهي اللغة الأم لشعب هاتين المحافظتين.
إن أغلبية الأجيال الشابة الإيرانية، في جميع أنحاء البلاد، قادر على التحدث والقراءة والكتابة باللغة الفارسية، وهي لغة وطنية للبلاد ويتعلمونها في المدارس.

## المناخ
- مناخ شبه جاف بارد : الجبال العالية والوديان في أجزاء من سلسلة جبال البرز . في المرتفعات يكون الطقس بارداً جبلياً وأغلب الأمطار تكون على شكل ثلوج. منجل هو مثال على المناخ شبه الجاف الموجود في المنطقة.
- مناخ البحر الأبيض المتوسط : يتواجد في الأجزاء الشرقية من مازندران وأجزاء من جولستان. الطقس حار وجاف في الصيف ورطب في الخريف والشتاء. يتراوح معدل هطول الأمطار السنوي من 450 ملم في كنبد كافوس إلى أكثر من 900 ملم في بابلسر . وتشمل الأمثلة الأخرى جورجان وأمول .
- مناخ شبه استوائي رطب : يغطي السهول الوسطى والغربية من مازندران ومحافظة جيلان. ويبلغ متوسط هطول الأمطار السنوي 1200 أو 1300 ملم أو حتى ما يصل إلى 1800 مم كما في بندر أنزلي . ، ومن الأمثلة الأخرى راشت ، وأستارا .

| وسيط                                                          | رشت                                                                         | جورجان                                                                      | مدينة القائم (كارخيل)                                                       | بندر أنزلي                                                                  | بابلسر                                                                      | نوشهر                                                                       | رامسار                                                                      | مروة تبه                                                                    |
| ------------------------------------------------------------- | --------------------------------------------------------------------------- | --------------------------------------------------------------------------- | --------------------------------------------------------------------------- | --------------------------------------------------------------------------- | --------------------------------------------------------------------------- | --------------------------------------------------------------------------- | --------------------------------------------------------------------------- | --------------------------------------------------------------------------- |
| رقم محطة الأرصاد الجوية التابع لمنظمة الأرصاد الجوية العالمية | 40719                                                                       | 40738                                                                       | 40737                                                                       | 40718                                                                       | 40736                                                                       | 40734                                                                       | 40732                                                                       | 40721                                                                       |
| المتوسط اليومي لدرجة الحرارة القصوى/الدنيا (كانون الثاني)     | 11.6 درجة مئوية°/3.8 درجة مئوية° (52.9 درجة فهرنهايت°/38.8 درجة فهرنهايت°)  | 12.8 درجة مئوية°/1.9 درجة مئوية° (55.0 درجة فهرنهايت°/35.4 درجة فهرنهايت°)  | 12.6 درجة مئوية°/3.1 درجة مئوية° (54.7 درجة فهرنهايت°/37.6 درجة فهرنهايت°)  | 10.3 درجة مئوية°/5.6 درجة مئوية° (50.5 درجة فهرنهايت°/42.1 درجة فهرنهايت°)  | 12.6 درجة مئوية°/5.4 درجة مئوية° (54.7 درجة فهرنهايت°/41.7 درجة فهرنهايت°)  | 11.6 درجة مئوية°/4.6 درجة مئوية° (52.9 درجة فهرنهايت°/40.3 درجة فهرنهايت°)  | 11.4 درجة مئوية°/5.0 درجة مئوية° (52.5 درجة فهرنهايت°/41.0 درجة فهرنهايت°)  | 11.2 درجة مئوية°/3.6 درجة مئوية° (52.2 درجة فهرنهايت°/38.5 درجة فهرنهايت°)  |
| المتوسط اليومي لدرجة الحرارة القصوى/الدنيا (تموز)             | 30.5 درجة مئوية°/21.8 درجة مئوية° (86.9 درجة فهرنهايت°/71.2 درجة فهرنهايت°) | 33.5 درجة مئوية°/22.9 درجة مئوية° (92.3 درجة فهرنهايت°/73.2 درجة فهرنهايت°) | 30.9 درجة مئوية°/22.2 درجة مئوية° (87.6 درجة فهرنهايت°/72.0 درجة فهرنهايت°) | 29.2 درجة مئوية°/23.7 درجة مئوية° (84.6 درجة فهرنهايت°/74.7 درجة فهرنهايت°) | 30.0 درجة مئوية°/23.4 درجة مئوية° (86.0 درجة فهرنهايت°/74.1 درجة فهرنهايت°) | 29.1 درجة مئوية°/22.3 درجة مئوية° (84.4 درجة فهرنهايت°/72.1 درجة فهرنهايت°) | 29.2 درجة مئوية°/22.9 درجة مئوية° (84.6 درجة فهرنهايت°/73.2 درجة فهرنهايت°) | 34.7 درجة مئوية°/23.3 درجة مئوية° (94.5 درجة فهرنهايت°/73.9 درجة فهرنهايت°) |
| متوسط هطول الأمطار السنوي                                     | 1382.8 مم                                                                   | 516.2 مم                                                                    | 722.7 مم                                                                    | 1713.8 مم                                                                   | 909.3 مم                                                                    | 1325.1 مم                                                                   | 1238.4 مم                                                                   | 363.2 مم                                                                    |
| عدد الأيام التي بلغ فيها معدل هطول الأمطار ≥ 1.0 مم           | 113.8                                                                       | 63.1                                                                        | 74.9                                                                        | 102.4                                                                       | 71.1                                                                        | 93.7                                                                        | 89.2                                                                        | 49.6                                                                        |
| عدد الأيام التي بها أمطار/رذاذ                                | 98                                                                          | 77.7                                                                        | 104.4                                                                       | 113.7                                                                       | 89                                                                          | 109.6                                                                       | 103                                                                         | 58.4                                                                        |
| عدد الأيام التي شهدت زخات مطر                                 | 31.7                                                                        | 26.7                                                                        | 22.4                                                                        | 42.6                                                                        | 24.5                                                                        | 34                                                                          | 32.4                                                                        | 16.7                                                                        |
| عدد الأيام التي يكون فيها عمق الثلج > 0 سم                    | 8                                                                           | 1.2                                                                         | 0.9                                                                         | 2.6                                                                         | 1                                                                           | 1.6                                                                         | 1.6                                                                         | 5.9                                                                         |
| متوسط ساعات سطوع الشمس السنوية                                | 1748                                                                        | 2287                                                                        | 2008                                                                        | 1920                                                                        | 2095                                                                        | 1898                                                                        | 1658                                                                        | 2720                                                                        |

## طالع أيضًا
- اللغات القزوينية [الإنجليزية]
- شمال غرب إيران
- غرب إيران
- شرق إيران
- وسط إيران
- جنوب إيران